# Eparchie Mandya
De eparchie Mandya (Latijn: Eparchia Mandiensis) is een Syro-Malabar-katholieke eparchie met als zetel Mandya, in India. De eparchie is suffragaan aan de aartseparchie Tellicherry. 

## Geschiedenis
De eparchie werd opgericht op 18 januari 2010, uit delen van de eparchie Mananthavady.

## Parochies
De eparchie had in 2021 34 parochies met 292 priesters, waaronder 248 paters, die zorgden voor 90.160 katholieken.

## Bisschoppen
- George Njaralakatt (18 januari 2010 - 29 augustus 2014)
- Antony Kariyil (26 augustus 2015 - 30 augustus 2019)
- Sebastian Adayanthrath (30 augustus 2019 - heden)

Tellicherry (aartseparchie) · Belthangady · Bhadravathi · Mananthavady · Mandya · Thamarasserry